# Пенсилер

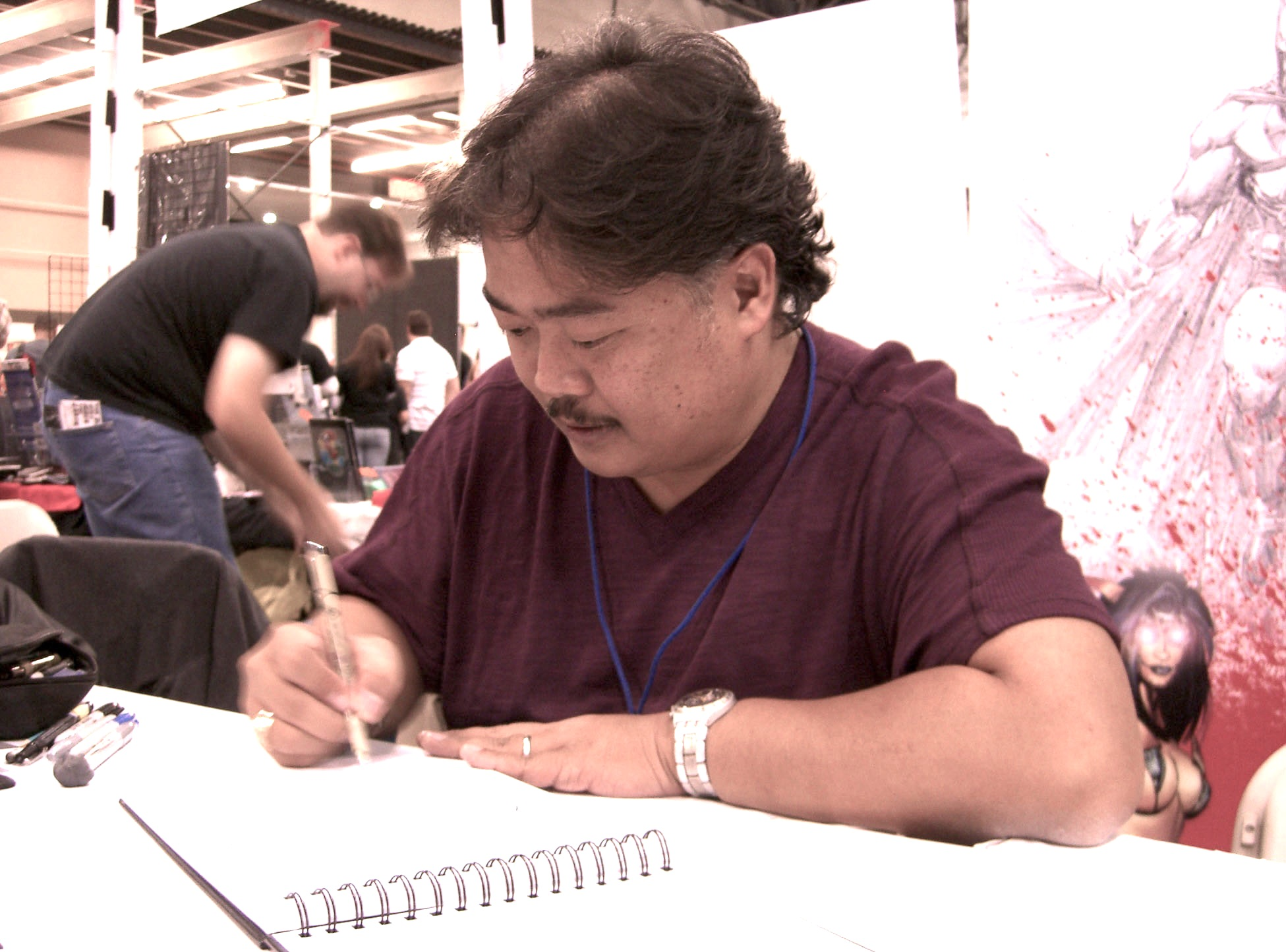
Пенсилер Вілс Портасіо шкіцує на «New York Comic Con».

Пе́нсилер або пе́нзельник (англ. penciller) в коміксах намічає олівцем усі зображення, визначає розташування панелей (фреймів), персонажів і елементів заднього плану на сторінці мальопису (коміксу).
В американській індустрії коміксів пенсилер є першим, хто адаптує сценарій коміксу у якусь більш менш візуальну форму.